# راحيل ماكابي
راحيل مكابي (الإسكندرية 1915 - حاتسور 2003)، كاتبة إسرائيلية.

## نشأتها
كانت المذكرات الذاتية لراحيل ماكابى، والتي ظهرت تحت عنوان "מצרים שלי" (مصر التي تخصنى)، من أوائل الكتب العبرية التي تصور الحياة اليهودية في مصر لجمهور إسرائيلى. لقد نشأت ماكابى في عائلة من الطبقة الوسطى العليا بالأسكندرية، لكن تاريخ حياتها استثنائى. لقد هاجرت إلى فلسطين عام 1935 بعد قيامها بعدة زيارات مع عائلتها إلى هناك، وانضمت إلى كيبوتس تابع لهاشومر ها تسعير "השומר הצעיר" (الحارس الصغير)، وأصبحت ضابطة في الهاجاناه في الجيش الإسرائيلي. وهكذا فإن أوراق اعتمادها الصهيونية الرادة تلك أعطتها الحق في الكتابة عن أيام شبابها بالأسكندرية في فترة العشرينيات والثلاثينيات.
إن الوسط التي عاشت فيه ماكابى طفولتها كان منعزلا بالكامل تقريبا عن كل ما هو عربي أو مصري. لقد بذلت مجهودا ضئيلا للغاية لكى تتعلم العربية في المدرسة، وحتى معرفتها بالعامية المصرية كانت ضعيفة، كما هو واضح في الأخطاء التي ارتكبتها عند إدراجها كلمات عربية بسيطة في كتابتها. لقد كانت على علم بوجود منطقة مجاورة يعيش فيها يهود يتحدثون العربية، لكنها لم تذهب إلى هناك قط. وفي سن مبكرة «وصلت إلى نتيجة مفادها أن العالم الذي يعيش به المصريون عالم مخيف». إن تعريب عائلة والدها، المنحدر أصلا من وسط أوروبا، تم بشكل سريع بعد أن تزوج جدها الأبوى من عائلة قطاوي واستقر بالقاهرة. لقد تلقى والدها تعليمه بالعربية، وعمل لدى عائلة قطاوي في صناعة السكر. إن راحيل ووالدتها قد تجنبتا القاهرة وعائلة والدها، حيث كانتا تنظران إلى أفراد تلك العائلة على أنهم مصريون غرباء.
أصبحت والدة راحيل ماكابى صهيونية عام 1904 عند قراءتها صحيفة السجل اليهودي البريطانية. لقد كانت تنتمى إلى عائلة بغدادية ثرية هاجرت إلى بومباى (تسمى حاليا مومباي) لتتاجر في الأحجار الكريمة، ثم انتقلت إلى مصر في فترة غزو نابليون لها. ورغم أن والدة راحيل كانت ذات جذور عميقة في العلم العربي أكبر بكثير من عائلة زوجها، إلا أنها تعلمت أن تنظر إلى كل ما هو عربي على أنه قذر وغريب وهمجى. وعندما أدمجت راحيل هذه الرسالة في أعماق ذاتها، أدركت أن هناك «مسافة لا يمكن سبر غورها تفصل القاهرة في تلك الأيام، بيهودها الذين يرتدون ملابس ذات طراز شرقي، ويعيشون في عالم بدائى تقليدى يسيطر عليه الحاخامات تماما، عن المناخ الذي نشات به والدتها». وبالنسبة لراحيل ماكابى، كان كل ما هو مصري يعتبر غير حقيقى ووضيعا ومخيفا، فيما عدا ذكرياتها غبر العادية عن الزهور والطعام وماء الورد.

## إنتاجها الأدبي
إن كتاب "מצרים שלי" يؤكد على السرد التاريخى القومى اليهودي، حيث أصبح بعض اليهود المصريين صهاينة صالحين حتى قبل 1948، ولم يتأثروا بالاتصال بأى شئ عربي، كما أنهم حافظوا على هويتهم اليهودية من خلال مغادرتهم مصر بسرعة بقدر الإمكان. وفي ظل المناخ الانتصارى شديد الفخر والشماتة الذي أعقب الانتصار الإسرائيلي الكاسح في حرب 1967، وجدت دار النشر التابعة لـهاشومير هاتسعير " השומר הצעיר" بسهولة سوقا لتلك الصورة في مصر ويهودها. إن الإستيلاء على جزء كبير من الأراضى المصرية في تلك الحرب أدى إلى تحفيز الرغبة في الحصول على معلومات عن مصر يمكنها أن تفسر ذلك العنصر العسكرى الناتج عن تفوق حضارى.
إن الفصول الأولى من " מצרים שלי" قد تمت كتابتها في عام 1965 وظهرت على هيئة مقالات في "קשת" (كيشيت)، وهي صحيفة تابعة للحركة الكنعانية، والتي كانت ترفض الصهيونية ومفهوم وجود شعب يهودي على مستوى العالم، حيث كانت تؤيد وجود هوية يهودية وطنية متجذرة في الشرق الأوسط (تعود إلى الكنعانيين الذين عبروا نهر الفرات قادمين من بابل إلى أرض فلسطين منذ ما يقرب من 3000 عام قبل الميلاد، وتمت تسميتهم بالعبريين أو العبرانيين وهم الإسرائيليون الحاليون). وبالنسبة لإسرائيل في فترة الخمسينيات والستينيات، كان من النادر وجود أي اعتراف أدبى بحقيقة أن نسبة كبيرة من اليهود الإسرائيليين قد ولدوا في دول إسلامية شرق أوسطية، أو كانوا أطفالا لهؤلاء الذين ولدوا هناك. يبدو أن اعتراف راحيل ماكابى بمسقط رأسها كان كافيا بالنسبة لمحرر صحيفة "קשת"، المدعو أهارون أمير، ليثير اهتمامه بما تكتبه. لقد كان هو الذي قام بوضع عنوان "מצרים שלי" لمقالاتها. وهي بدورها كرهت إيحاء العنوان برابطة عاطفية لم تشعر بها نحو مصر، وكانت تفضل عنوان «القنطرة غرب» الذي يشير إلى آخر محطة قطار في مصر على الطريق إلى فلسطين. كان هذا العنوان يظهر بوضوح اتجاهها الصهيوني، لكن هذه الإشارة كانت غامضة غموضا شديدا بحيث لا يمكن تسويقها بين الجمهور الإسرائيلي.